# Théophile Gautier
Pour les articles homonymes, voir Théophile Gautier (fils) et Gautier.
Jules Pierre Théophile Gautier, né à Tarbes le 30 août 1811 et mort à Neuilly-sur-Seine le 23 octobre 1872, est un poète, romancier et critique d'art français.
Membre actif de l'école littéraire dite du Parnasse, il est notamment l'auteur d’Émaux et Camées, de Mademoiselle de Maupin, du Roman de la momie et du Capitaine Fracasse.

## Biographie

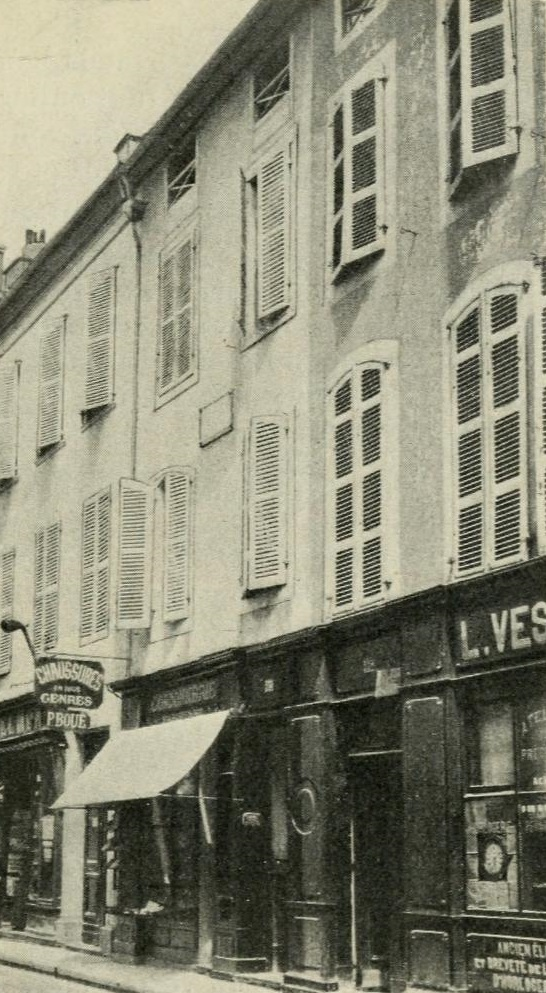
Maison de naissance de Gautier à Tarbes.

Fils de Jean-Pierre Gautier et d'Adélaïde Cocard, Théophile Gautier, né le 30 août 1811 à Tarbes dans les Hautes-Pyrénées, gardera longtemps « le souvenir des silhouettes des montagnes bleues ». Il a trois ans lorsque sa famille s'installe à Paris (8, place des Vosges). Malgré son jeune âge, il éprouve de la nostalgie et s'habitue mal à son nouvel environnement. Étonnamment précoce, il n'a que cinq ans quand il commence à lire. Ses premières grandes passions sont Robinson Crusoé ou Paul et Virginie, qui lui font une vive impression ; il rêve alors de devenir marin, avant de se passionner pour le théâtre, notamment pour la peinture des décors. Il a deux sœurs, nées à Paris : Émilie-Henriette-Adélaïde (1817-1880) et Zoé-Louise-Françoise (1820-1885).
En 1820, à l'âge de neuf ans, il fait un bref séjour comme demi-pensionnaire au lycée Louis-le-Grand. Ses parents doivent l'en retirer au bout d'un trimestre parce qu'il y dépérit. Plus heureux comme externe au collège Charlemagne, Gautier y rencontre le jeune Gérard Labrunie (le futur Gérard de Nerval). À cette époque, il commence à manifester un goût particulier pour les poètes latins tardifs dont la langue étrange le fascine.
Durant son enfance, Théophile Gautier séjourne de nombreuses fois dans la commune de Mauperthuis, plus particulièrement dans le château de Mauperthuis, où sa mère, Adelaïde Cocard, est intendante. Les nombreux paysages qu’il découvre dans ce petit village niché au cœur de la Brie inspireront certains de ses écrits comme Mademoiselle de Maupin ou encore Le Capitaine Fracasse. Ces nombreux séjours permettent de développer en lui un esprit tourné vers l’art car il a dans un premier temps la vocation de la peinture. En effet, Théophile Gautier s’entraîne à faire des portraits de la population de la commune de Mauperthuis.
Il est en première lorsqu'il commence à fréquenter l'atelier du peintre Louis-Édouard Rioult (1790-1855), rue Saint-Antoine, et découvre à cette occasion qu'il souffre de myopie.
Il rencontre Gérard de Nerval au collège Charlemagne, puis Victor Hugo, en 1829, qu'il reconnaît pour son maître. Il participe activement au mouvement romantique et prend parti dans la bataille d'Hernani, le 25 février 1830, période qu'il évoquera avec humour dans Les Jeunes-France (1833).
Ses premières poésies, publiées en 1831-1832, passent inaperçues mais il se distingue de ses amis romantiques par ses préoccupations formalistes fustigeant les visions moralistes ou utilitaires de la littérature dans la célèbre préface à son roman épistolaire Mademoiselle de Maupin (1835). Il écrit aussi ses premières nouvelles comme La Cafetière (1831), dans une veine fantastique qu'il approfondira dans d'autres œuvres (Avatar en 1856, Le Roman de la momie en 1858).
En 1836, à la demande de Balzac, il donne des nouvelles et des critiques d'art au journal La Chronique de Paris. Il collabore ensuite intensément à d'autres journaux, en particulier La Presse d'Émile de Girardin : certains de ces textes seront regroupés plus tard en volumes (Les Grotesques, Souvenirs littéraires…). Il publie aussi des poèmes (La Comédie de la Mort, 1838) et s'essaie au théâtre (Une larme du diable, 1839). Entre mai et octobre 1840, il accomplit avec le photographe Eugène Piot, un grand voyage au-delà des Pyrénées. Il envoie ses impressions au journal La Presse. Gautier rapporte un carnet d'impressions (Voyage en Espagne) et de nouveaux poèmes (España, 1845). En 1846, il retourne en Espagne, invité par Louis-Philippe pour le mariage du duc de Montpensier avec l'infante. La nouvelle romantique Militona voit le jour en 1847. Elle se déroule à Madrid. D'autres voyages en Algérie, en Italie, en Grèce, en Égypte, nourriront aussi diverses publications.
En 1852, paraît Émaux et Camées, recueil de vers qu'il enrichit jusqu'en 1872 et qui fait de son auteur un chef d'école : Baudelaire dédie ses Fleurs du mal au « poète impeccable » et Théodore de Banville salue le défenseur de L'Art pour l'art, précurseur des Parnassiens à la recherche du beau contre les épanchements lyriques des romantiques et valorisant le travail de la forme (« Sculpte, lime, cisèle » écrit Gautier dans son poème L’Art, dernière pièce d’Émaux et Camées, édition de 1872).
En 1855, Gautier quitte la Rédaction du journal La Presse et entre au Moniteur Universel. Critique d'art et de spectacles, l'auteur fournit chaque mois de nombreux articles sur la peinture et la vie culturelle, ainsi que ses œuvres en avant-première. L’égyptologie est à la mode depuis que Champollion a découvert les secrets de l'écriture hiéroglyphique. Théophile Gautier passionne ses lecteurs, dès le 11 mars 1857, avec Le Roman de la Momie, une histoire d'amour qui se déroule au temps des pharaons. Paru en 1848 dans La Presse sous le titre Les Deux Étoiles, un roman où des aventuriers anglais tentent de délivrer Napoléon Ier de l'île de Sainte-Hélène est publié à partir du 24 juin 1865 dans L’Univers Illustré. Il s’intitulera alors La Belle Jenny.
Il continue à publier des articles ou des poèmes, mais aussi une biographie d'Honoré de Balzac ou des œuvres de fiction comme son roman de cape et d'épée Le Capitaine Fracasse (1863). Il est nommé bibliothécaire de la princesse Mathilde et fréquente les salons littéraires du Second Empire mais aussi le milieu de l'art, s’intéressant aux musiciens (il écrit sur Berlioz, Gounod, Wagner… et élabore le livret du ballet Giselle) comme aux peintres (Eugène Delacroix, Édouard Manet, Gustave Doré, Théodore Chassériau…).
Il meurt en 1872, laissant l'image d'un témoin de la vie littéraire et artistique de son temps dont les conceptions artistiques ont compté et dont l'œuvre diverse est toujours reconnue.

### «La grande boutique… romantique»

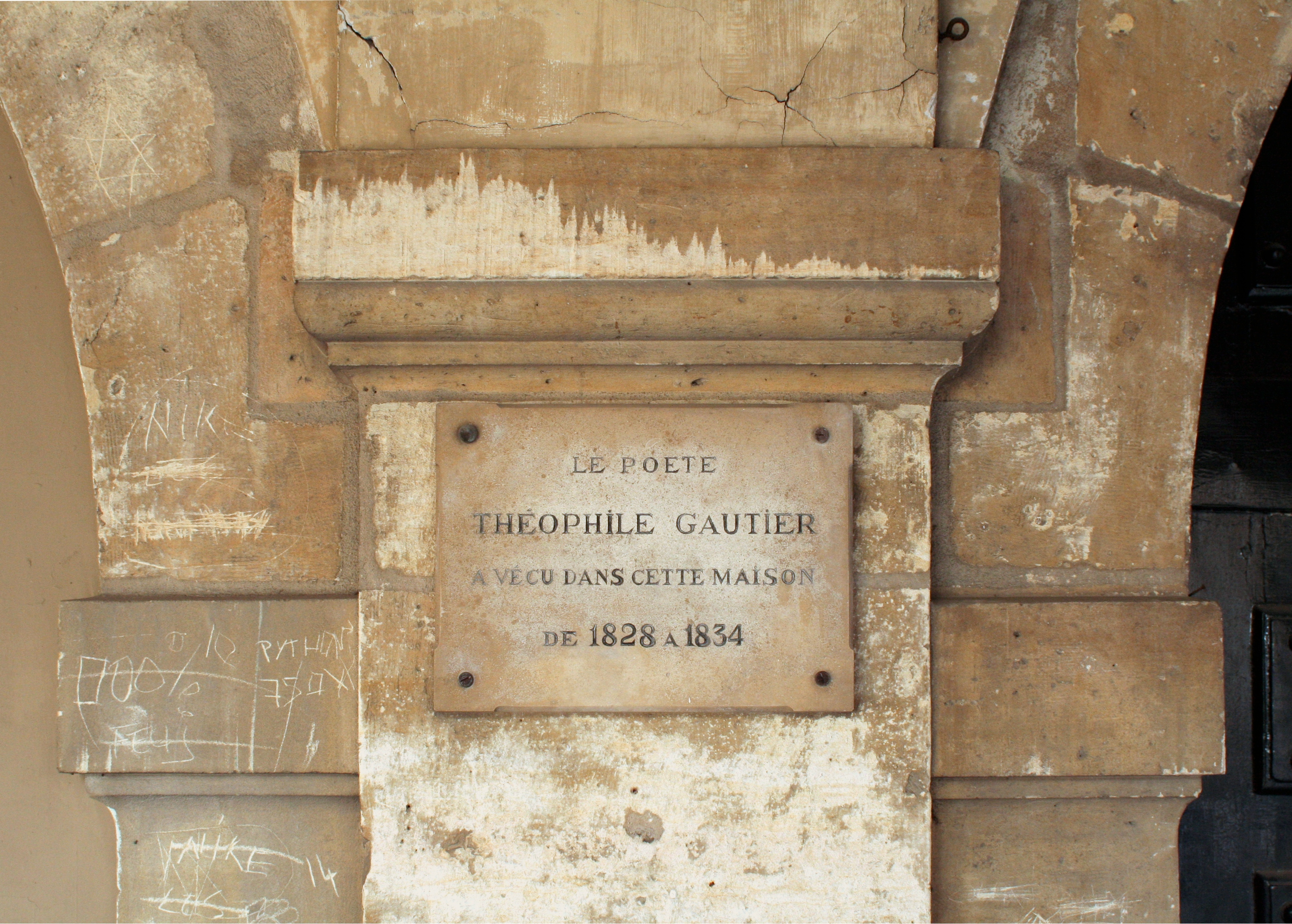
Plaque commémorative au 8, place des Vosges à Paris. Théophile Gautier y vécut avec ses parents de 1828 à 1834.

Le 27 juin 1829, Gautier rencontre celui qui allait devenir son « maître » en littérature, Victor Hugo, auquel le présentent Gérard et Pétrus Borel. Cet évènement précipite sa carrière d'écrivain. Le 25 février 1830, il participe à la fameuse bataille d'Hernani, vêtu d'un gilet rouge qui marquera durablement les esprits. Le soir même, cet hernaniste acharné quitte l'atelier de Rioult.
Il mène « toutes les grandes campagnes romantiques » contre les chiens de garde du classicisme, « toutes ces larves du passé et de la routine, tous ces ennemis de l’art, de l’idéal, de la liberté et de la poésie, qui cherchent de leurs débiles mains tremblotantes à tenir fermée la porte de l’avenir ». Dans le même temps, il écrit un premier recueil de vers, dont son père finance la publication chez Mary. L'œuvre sort en 1830 et passe totalement inaperçue. Ces premières poésies montrent pourtant un jeune poète fort habile, ayant déjà acquis la manière de ses illustres prédécesseurs. Gautier y fait cependant preuve d'une originalité réelle par un sens inné de la forme et une expression nette et précise.
Il continue à fréquenter Victor Hugo et ses proches. C'est dans ce cénacle qu'il fait la connaissance de Célestin Nanteuil, qui trois ans plus tard, lorsque Gautier réimprime ses premiers vers dans un nouveau recueil, Albertus, l'illustre d' « une eau-forte ultra-excentrique ». Il rencontre également l'éditeur romantique Eugène Renduel, qui vient de publier les Soirées de Walter Scott, de Paul Lacroix. À sa demande il écrit en 1833 Les Jeunes-France, qui rendent compte avec truculence de la vie des artistes qui forment le Cénacle. Dans cet ouvrage « baroque », Gautier se fait le témoin lucide et ironique de ces « Précieuses Ridicules du Romantisme ». Deux ans plus tard, il publie également chez Renduel Mademoiselle de Maupin (1835), qui fait un véritable scandale.
Quittant le domicile familial, place des Vosges, Théophile Gautier s'installe impasse du Doyenné, à côté de l'emplacement de l'actuelle place du Carrousel, dans un hôtel particulier en ruine, où il côtoie Camille Rogier, Arsène Houssaye, et Nerval. Il partage un appartement avec Eugène Piot.

Victor Hugo en condottiere du mouvement romantique avec Théophile Gautier, cheveux longs, moustachu et chapeauté, en croupe.

### Les débuts de critique et nouvelliste
Honoré de Balzac, qui apprécie ces jeunes talents, envoie Jules Sandeau leur proposer de contribuer au journal La Chronique de Paris en 1836. « Balzac, qui daignait me trouver du talent et le dire, m'envoya chercher par Jules Sandeau ». Gautier y publie des nouvelles comme La Morte amoureuse et La Chaîne d'or et des critiques d'art. Il sera fort impressionné par le « maître » et plus tard, il contribuera à sa légende avec des portraits biographiques d'Honoré de Balzac.

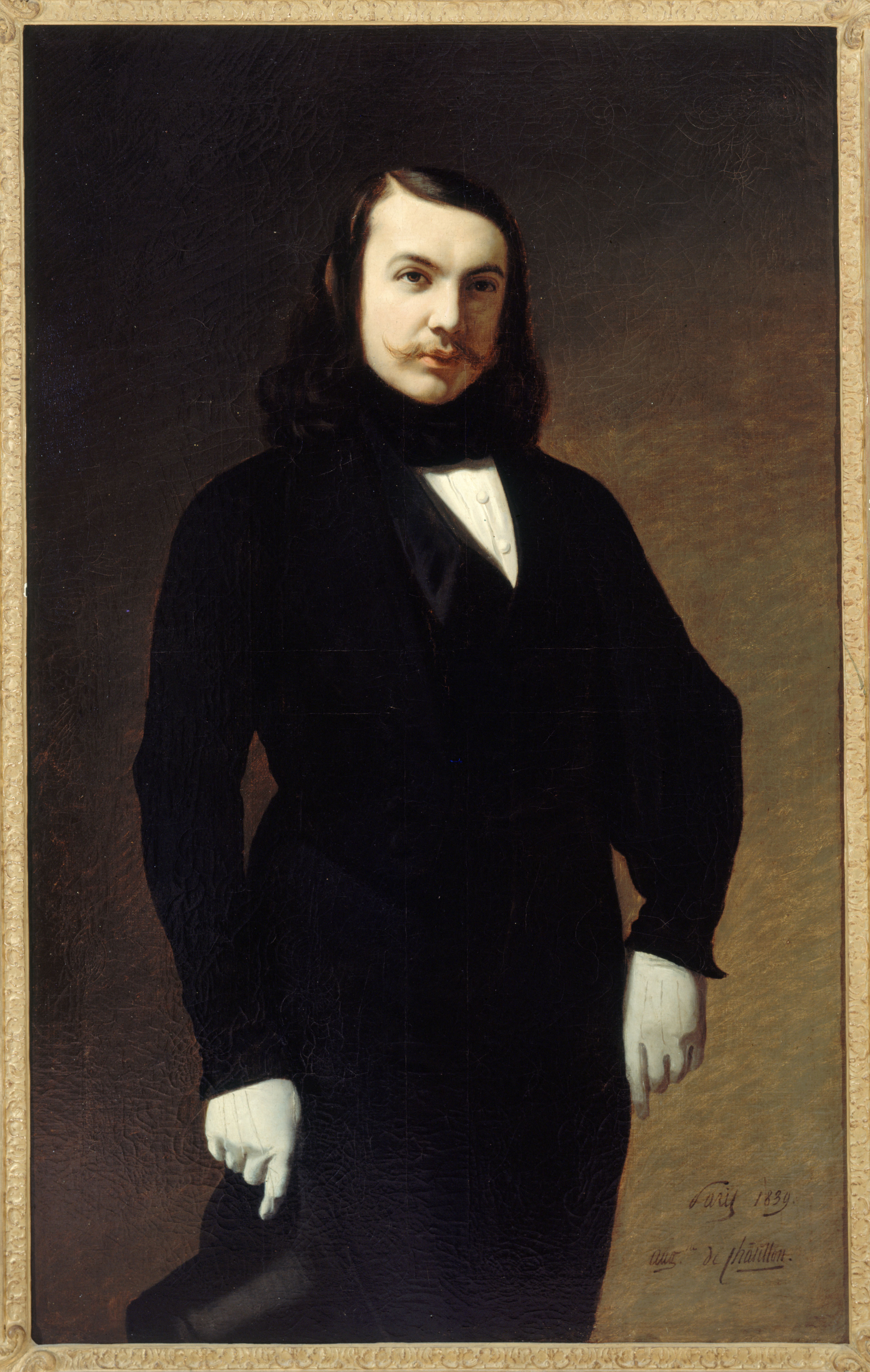
Auguste de Châtillon, Portrait de Théophile Gautier (1839), Paris, musée Carnavalet.

Il travaille également pour le magazine de Charles Malo, La France littéraire, et pour le quotidien d'Émile de Girardin, La Presse. Dans ce journal, Gautier se charge d'abord de la critique d'art. On évalue à plus de 2 000 le nombre des feuilletons et articles qu'il aurait rédigés pour ce journal. Un nombre restreint de ces articles est recueilli en volumes : Les Grotesques, L'Histoire des peintres, l’Art moderne, Les Beaux-Arts en Europe, l’Histoire de l'art dramatique depuis vingt-cinq ans, Trésors d'art de la Russie, Portraits contemporains, Histoire du romantisme, Souvenirs littéraires, etc. Tous ces articles sont allègrement écrits dans une langue nette, souple, impeccable et brillante. Gautier invente à sa manière une écriture de critique d'art qui ne vise pas seulement au jugement, à l'analyse, mais aussi à recréer la justesse du sentiment esthétique. Il cherche à rendre, au moyen de mots, la sensation visuelle, musicale produite par la perception directe de l'œuvre d'art. Cette tâche de chroniqueur l'occupe toute sa vie.
« J'ai travaillé à La Presse, au Figaro, à La Caricature, au Musée des Familles, à la Revue de Paris, à la Revue des Deux Mondes, partout où l'on écrivait alors. » Souvent pesante, cette besogne quotidienne ne l'empêche pas de faire du sport (de la boxe et du canotage) et de continuer à créer des œuvres poétiques et dramatiques. Ainsi en 1838 paraît La Comédie de la Mort, un recueil de poèmes assez différent des précédents où, sous l'influence de Shakespeare, Goethe et Dante, Gautier sculpte avec vigueur le spectre de la Mort.
En 1839, Gautier cède à la tentation du théâtre qu'il admire depuis toujours et écrit Une larme du diable puis Le Tricorne Enchanté et Pierrot Posthume. Ce sont des fantaisies, des pastorales féeriques, un théâtre lyrique, impossible et imaginaire qu'il fait vivre encore dans les livrets de plusieurs ballets, dont le plus célèbre est celui de Giselle, dansé le jour de ses 22 ans par la ballerine Carlotta Grisi à l'Opéra le 28 juin 1841, avec un succès prodigieux.

### Les voyages
En juillet 1836, Gautier et Nerval effectuent un voyage en Belgique et en Hollande. Trois ans après, Gautier propose un feuilleton au journal La Presse : La Toison d'Or, une belle histoire d'amour romantique. Un récit paraîtra également dans le volume de 1865 : Loin de Paris.
Le 5 mai 1840, il part en compagnie d'Eugène Piot pour l'Espagne, qu'il connaît à travers les Contes d'Espagne et d'Italie d'Alfred de Musset et les Orientales de Victor Hugo. Son Voyage en Espagne, sorte de carnets d'impressions vigoureux, est marqué par la fraîcheur du regard, l'étonnement de la vision et le souci toujours exacerbé de la justesse du dire. Ces visions donnent lieu à de nouveaux vers, España, qui paraissent dans le recueil des Poésies complètes en 1845.
Ce premier voyage en amène bien vite d'autres. En 1845 c'est l'Algérie, en 1850 l'Italie, en 1852 la Grèce et la Turquie, en 1858 la Russie et en 1869 l'Égypte (envoyé par le Journal officiel pour l'inauguration du canal de Suez). Chacun de ces voyages donne lieu à des publications : Italia, Constantinople, mais surtout ils nourrissent ses œuvres littéraires, romans, nouvelles ou poésies. S’il n’est plus guère lu de nos jours, Constantinople connut un grand succès à sa publication ; l’ouvrage s’inscrit dans la vogue de l’orientalisme en en redéfinissant les codes.
Très intéressé par le récent média de la photographie, il devient membre en 1851 de la Société héliographique.
Dans la revue L'Artiste du 8 mars 1857, Théophile Gautier, tout en donnant un aperçu de l’exposition photographique de Paris, expose ses idées sur cette récente découverte. D’après lui, elle ne fera pas concurrence à la peinture :

« On a prétendu que la photographie nuisait à l’art et en abaisserait le niveau. Jamais allégation ne fut plus dénuée de fondement. La photographie est au contraire la très humble servante, l’esclave dévouée de l’art ; elle lui prend des notes, elle lui fait des études d’après nature ; pour lui, elle se charge de toutes les besognes ennuyeuses et pénibles ; sa boîte sur le dos, elle parcourt la vallée et la montagne, le désert et la cité, le vieux monde et le nouveau monde, encapuchonnant sa tête du voile de lustrine noire à chaque beau site, à chaque édifice curieux, à chaque ruine racontant les secrets du passé ; au paysagiste, elle rapporte des groupes d’arbres, des entassements de roches bizarres, des lacs aux eaux diaphanes, des étangs endormis sous le manteau des plantes aquatiques, des chalets dans la montagne, des vagues déferlant sur la grève, et jusqu’à des archipels de nuages fixés avec leurs jeux de lumière ; à l’architecte et au décorateur, elle fournit des coupes, des élévations et des perspectives de monuments que ne saurait jamais égaler le lavis le plus habile et le plus poussé, des temples d’Égypte et de Grèce, des cathédrales romanes et gothiques… à l’érudit, elle apporte des panneaux hiéroglyphes copiés sans erreurs, des inscriptions d’une authenticité indiscutable ; car elle déchiffre tout couramment, cette photographie, accusée d’être stupide… pour le savant, elle représente, démesurément grossi et traversé de lumière électrique, l’infini de la petitesse que le microscope révèle comme le télescope l’infini de l’énorme… »

### La passion

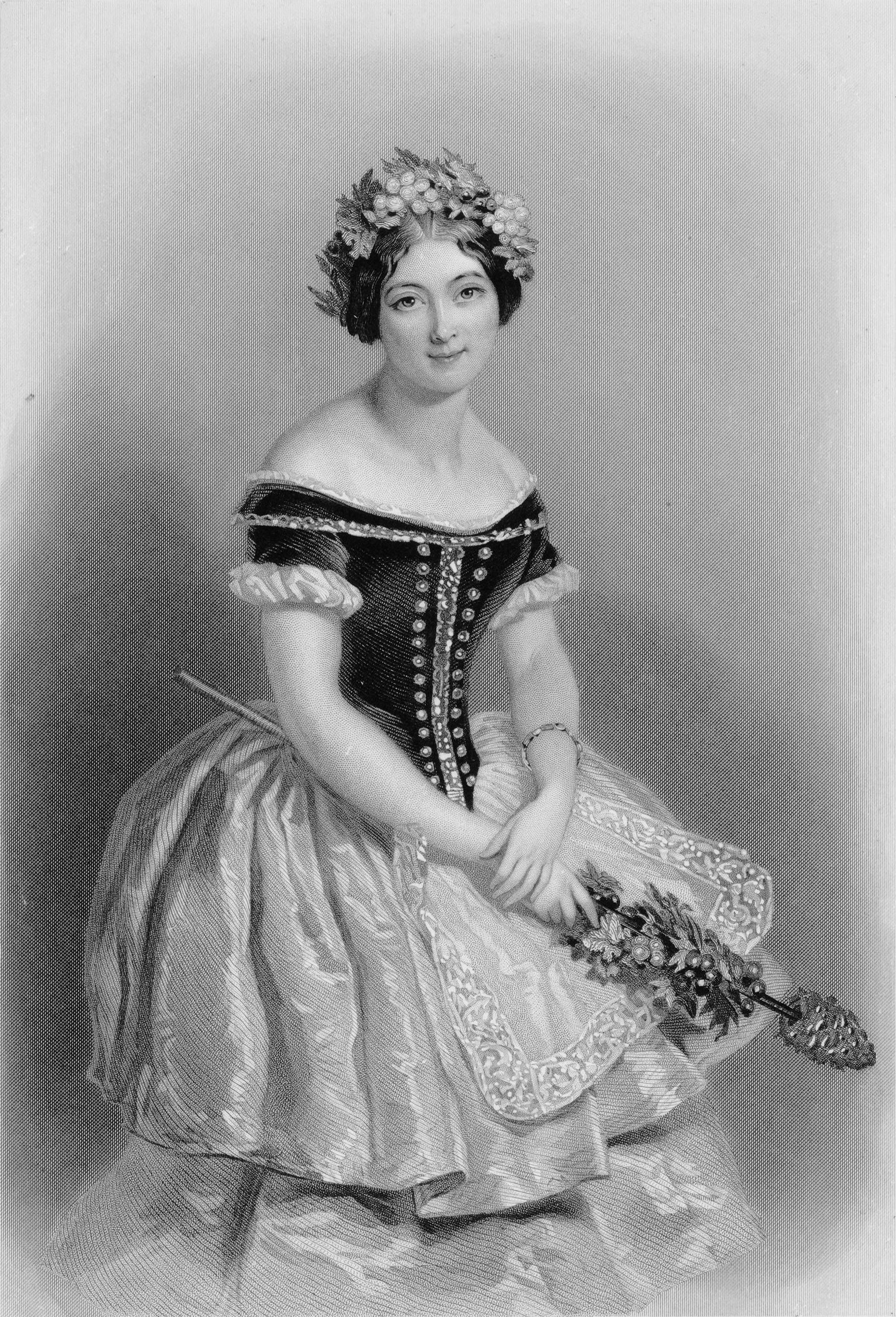
Carlotta Grisi dans Giselle, 1842.

En 1840, Théophile Gautier se rend au théâtre de la Renaissance à Paris où se produit la ballerine Carlotta Grisi dont il rapporte la prestation avec quelque tiédeur. Un an plus tard, elle est à l'Opéra et le voilà conquis par sa grâce qu'il vante dans de nombreux articles critiques. Il la place au rang des plus grandes ballerines de son temps : « Elle rase le sol sans le toucher. On dirait une feuille de rose que la brise promène » ; il s’extasie sur ses pieds qui « feraient le désespoir d’une maja andalouse ». Il tombe amoureux, elle devient sa muse et il lui vouera toute sa vie une admiration et une fidélité sentimentale sans faille. Tout le séduit chez elle ; outre son talent, il vante ses autres qualités : « son teint est d'une fraîcheur si pure, qu'elle n'a jamais mis d'autre fard que son émotion ».
Après le ballet Giselle et les Willis dont il écrit le livret pour elle avec Jules-Henri Vernoy de Saint-Georges, sur une musique d'Adolphe Adam et une chorégraphie de Jean Coralli et Jules Perrot en 1841 — œuvre considérée comme l’apothéose du ballet romantique —, il conclut : « Ce rôle est désormais impossible à toute autre danseuse et le nom de Carlotta est devenu inséparable de celui de Giselle ».
C'est l'époque où une vive amitié s’installe alors entre Gautier et Carlotta, qui est fort probablement allée un peu plus loin lors d'une tournée à Londres pour la première de Giselle outre-Manche en 1842 et malgré la présence de l'amant d'alors, Jules Perrot ; Gautier et Carlotta rentrent ensemble en France.
Il écrit encore pour elle d’autres livrets de ballets dont La Péri en 1843, sur une musique de Friedrich Burgmüller, qui n'obtiendra pas le succès escompté, peut-être du fait de la controverse sur « l'apologie des mœurs orientales » dans la vague orientaliste de l'époque. Dans son poème « À une jeune italienne » de mars 1843, c'est à Carlotta que Gautier pense :
Février grelottait blanc de neige et de givre […]

Tes yeux bleus sont encor les seules violettes,

Et le printemps ne rit que sur ta joue en fleur !

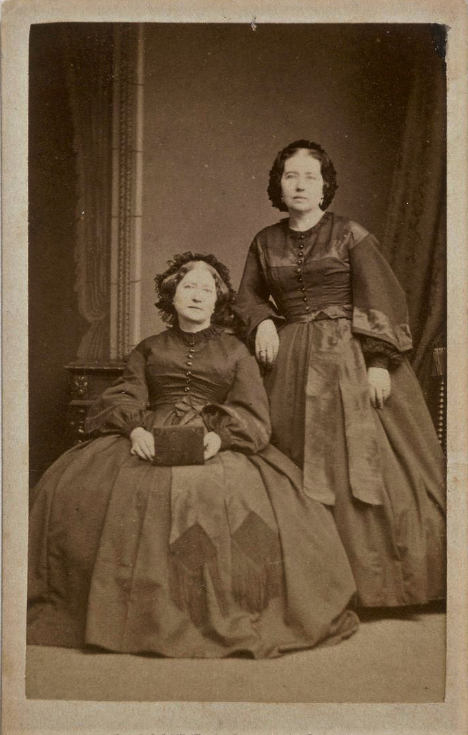
Carlotta et Ernesta Grisi, sa sœur, compagne de T. Gautier et mère de ses filles, vers 1860.

Gautier fréquente assidûment et discrètement le foyer de l'Opéra mais peu après, il semble alors avoir reporté son sentiment contrarié sur la cantatrice Ernesta Grisi (avec laquelle il aura deux filles), sœur aînée de Carlotta. Il se met en ménage avec Ernesta en 1844, afin de toujours figurer dans l'entourage familial de la danseuse. Même s'ils furent amants un temps, sa passion pour la ballerine recevra peu d'encouragements ; alors déjà à un âge avancé pour l'époque, quand Carlotta lui dit qu'elle l' « aime bien », il lui répond : « Que faut-il faire pour gagner tout à fait votre cœur. Quelle parole dire, quel philtre employer ? Il y a si longtemps que je vous aime ! N’attendez pas que je sois mort pour avoir pitié de moi… laissez-moi me figurer que je vous tiens entre mes bras contre mon cœur que j’aspire votre âme sur vos lèvres et que vous ne refusez pas la mienne ».
En 1845 et 1846, Carlotta reçoit la visite de Théophile Gautier accompagné d'Ernesta à Londres. Au début des années 1850, l'écrivain amateur de voyages suit sa muse qui se produit en tant que Prima Ballerine dans les plus grands théâtres impériaux de Saint-Pétersbourg en Russie.
Ce sentiment passionné de Gautier à l'égard de sa « chère âme » ne sera jamais démenti tout au long de sa vie et ce, jusqu'à sa mort, à travers des lettres qu'il signe souvent « votre esclave dévoué » : « quoique je ne puisse pas vous exprimer mes sentiments vous sentez que je vous aime, que je n’ai pas d’autre pensée que la vôtre, que vous êtes ma vie, mon âme, mon éternel désir, mon adoration que rien ne lasse et ne rebute et que vous tenez entre vos mains mon malheur et mon bonheur ».
La ballerine prend sa retraite en 1856 à Saint-Jean de Genève où elle élève sa fille que Théophile Gautier couvre d'attentions et de présents quand il ne lui rend pas visite.
En 1861, la famille de Gautier séjourne chez leurs sœur et tante Carlotta Grisi pendant que Gautier voyage en Russie. À son retour, leur amitié se ravive et s'entretient par le biais d'une relation épistolaire nourrie et d'un long séjour annuel donnant lieu à des rassemblements d'admirateurs de Gautier dans la villa de Saint-Jean où Gautier se plaint de n'avoir pas assez de temps en tête-à-tête avec elle. Il lui rappelle les images du passé où elle triomphait sur scène « Fraîche comme une fleur, légère comme un papillon, gaie comme la jeunesse, lumineuse comme la gloire… ». Il lui écrira jusqu'à ses derniers jours en 1872, elle âgée de 53 ans et lui de 61 ans, toujours avec passion et admiration, quémandant encore un regard, un baiser.

### La maturité

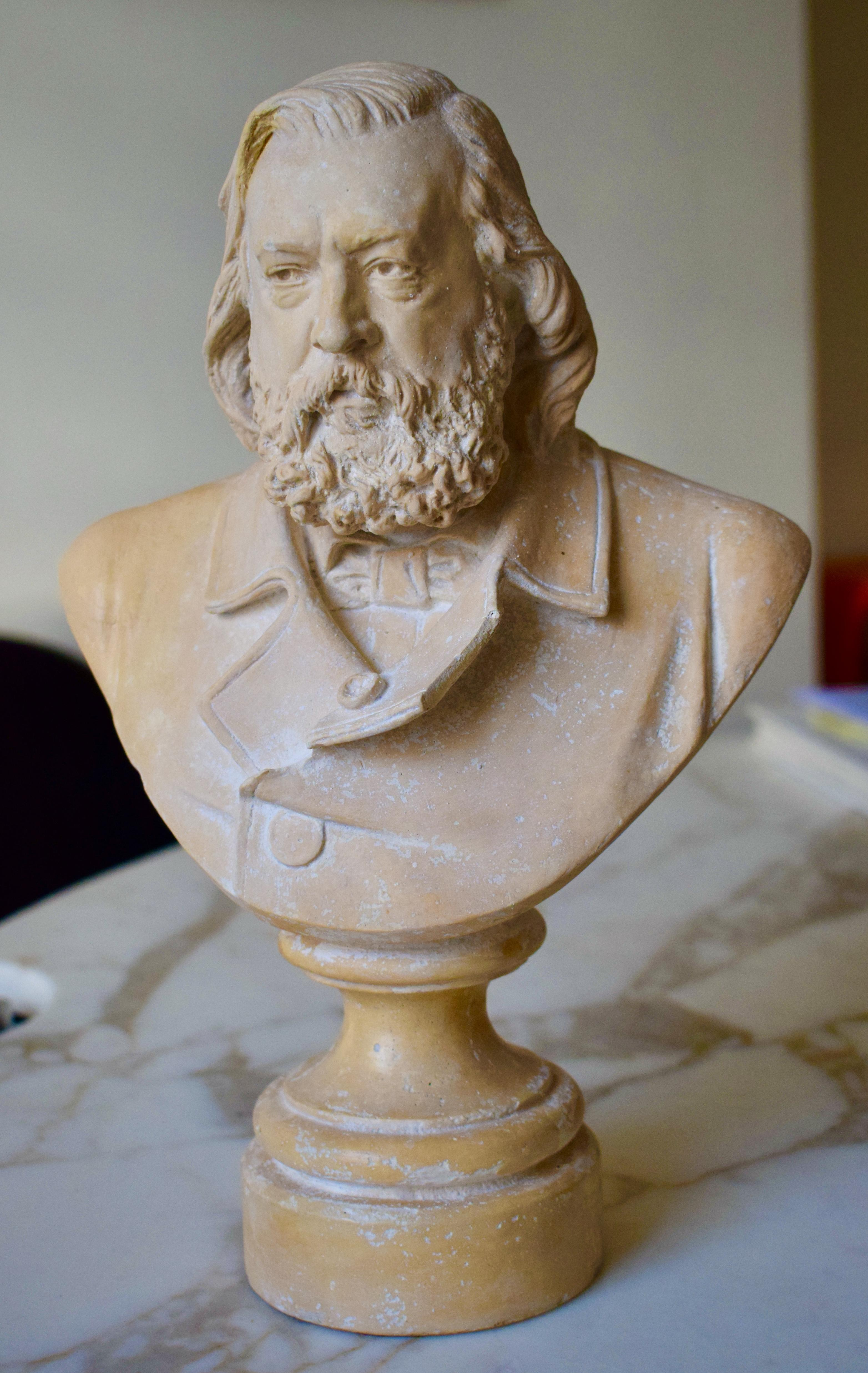
Albert-Ernest Carrier-Belleuse, Buste de Théophile Gautier (1862), localisation inconnue.

À côté de son travail de critique, qu'il poursuit au Moniteur universel, Gautier garde toujours une prédilection pour la poésie : elle demeure, comme en témoignent ses amis comme Émile Bergerat ou Maxime du Camp par exemple, sa passion, sa distraction, son exercice quotidien. Ainsi, le 17 juillet 1852, alors que Gautier est à Constantinople, paraît chez E. Didier la première version de Émaux et Camées, recueil qui jusqu'en 1872 s'enrichit de poésies nouvelles.

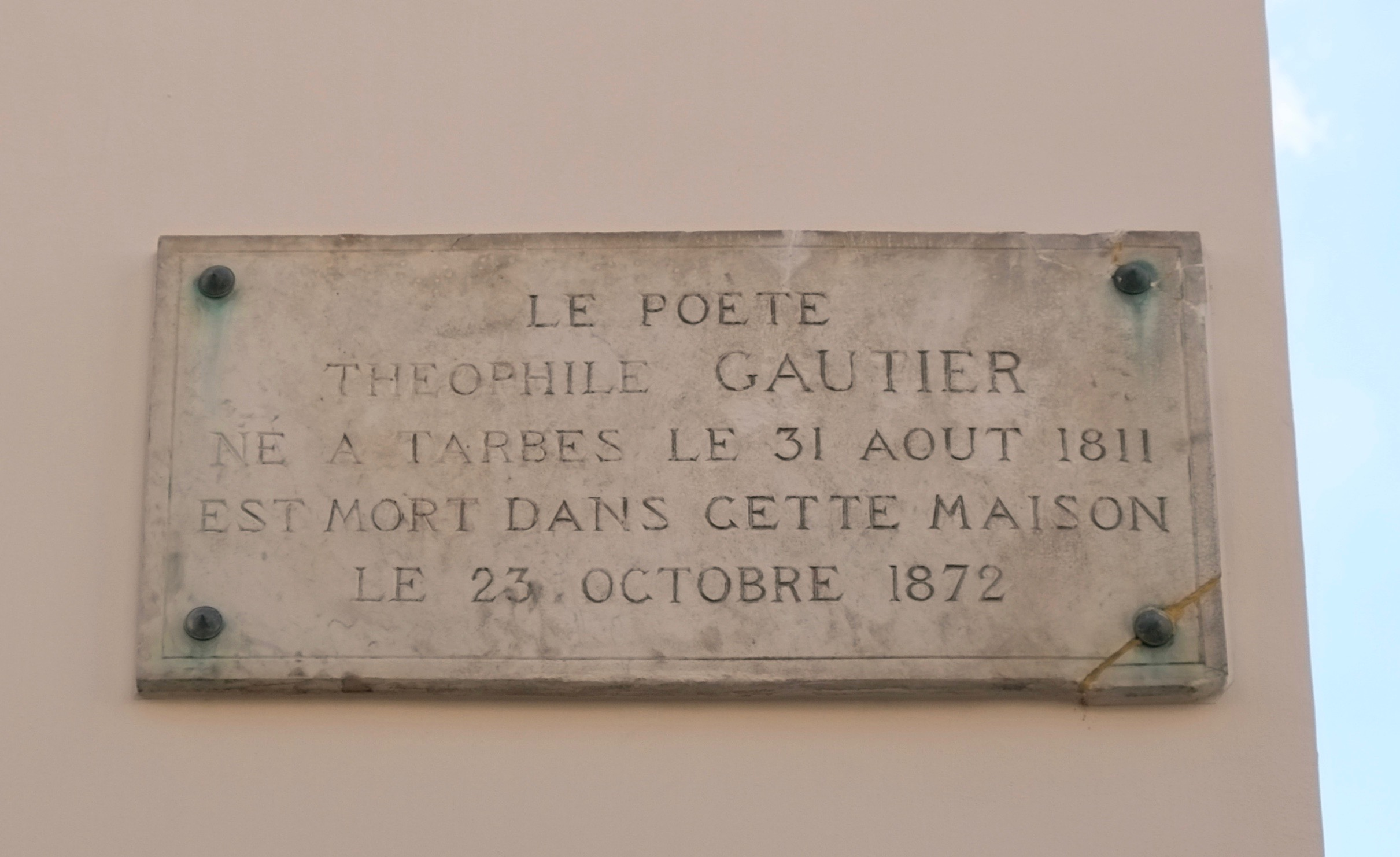
Plaque commémorative au 30, rue de Longchamp à Neuilly-sur-Seine.

En 1857, après avoir quitté la rue de la Grange-Batelière (Paris), Gautier s'installe avec sa compagne, Ernesta Grisi (sœur de la ballerine Carlotta Grisi dont il sera l'amant), ses filles, Judith Gautier (qui épousera Catulle Mendès et sera la maîtresse de Victor Hugo) et Estelle (qui épousera Émile Bergerat), ainsi que ses deux sœurs, au 32, rue de Longchamp à Neuilly-sur-Seine, dans une petite maison où il se plaît à recevoir ses amis : Baudelaire qu'il rencontre régulièrement, Dumas fils, Ernest Feydeau, Gustave Flaubert, Puvis de Chavannes ou encore Gustave Doré. La maison est endommagée en 1871 durant la Commune de Paris, Théophile Gautier vivant un temps à Versailles, avant de s'employer à rénover l'édifice la même année. Une plaque et un buste de l'écrivain par Albert-Ernest Carrier-Belleuse — autrefois disposé dans une niche sur la façade — rappellent ici sa mémoire.
De sa liaison avec Eugénie Fort, une très belle femme, plus jeune que lui et d'origine espagnole, il avait eu un fils, Théophile Gautier fils, né le 29 novembre 1836, qui suppléera son père plusieurs fois au Moniteur universel.
Lors des salons littéraires de la princesse Mathilde, dont il est nommé bibliothécaire, Gautier rencontre également des écrivains comme Taine, Sainte-Beuve, Prosper Mérimée, les Goncourt ; des peintres comme Paul Baudry, Gustave Boulanger, Jean-Léon Gérôme, Frédérique O'Connell qui fait son portrait en 1857 ; des sculpteurs comme Jean-Baptiste Carpeaux ; des savants comme Claude Bernard, Louis Pasteur ou Marcellin Berthelot. À cette époque Gautier fait figure de chef d'école. Baudelaire se déclare son disciple (il lui dédie Les Fleurs du mal, le qualifiant de « poète impeccable »), Théodore de Banville lui dédie ses vers.
En 1844, Théophile Gautier fonde le club des Hashischins avec Jacques Joseph Moreau, club voué à l'étude du cannabis. Ce club sera fréquenté par de nombreux artistes de l'époque, dont Charles Baudelaire.

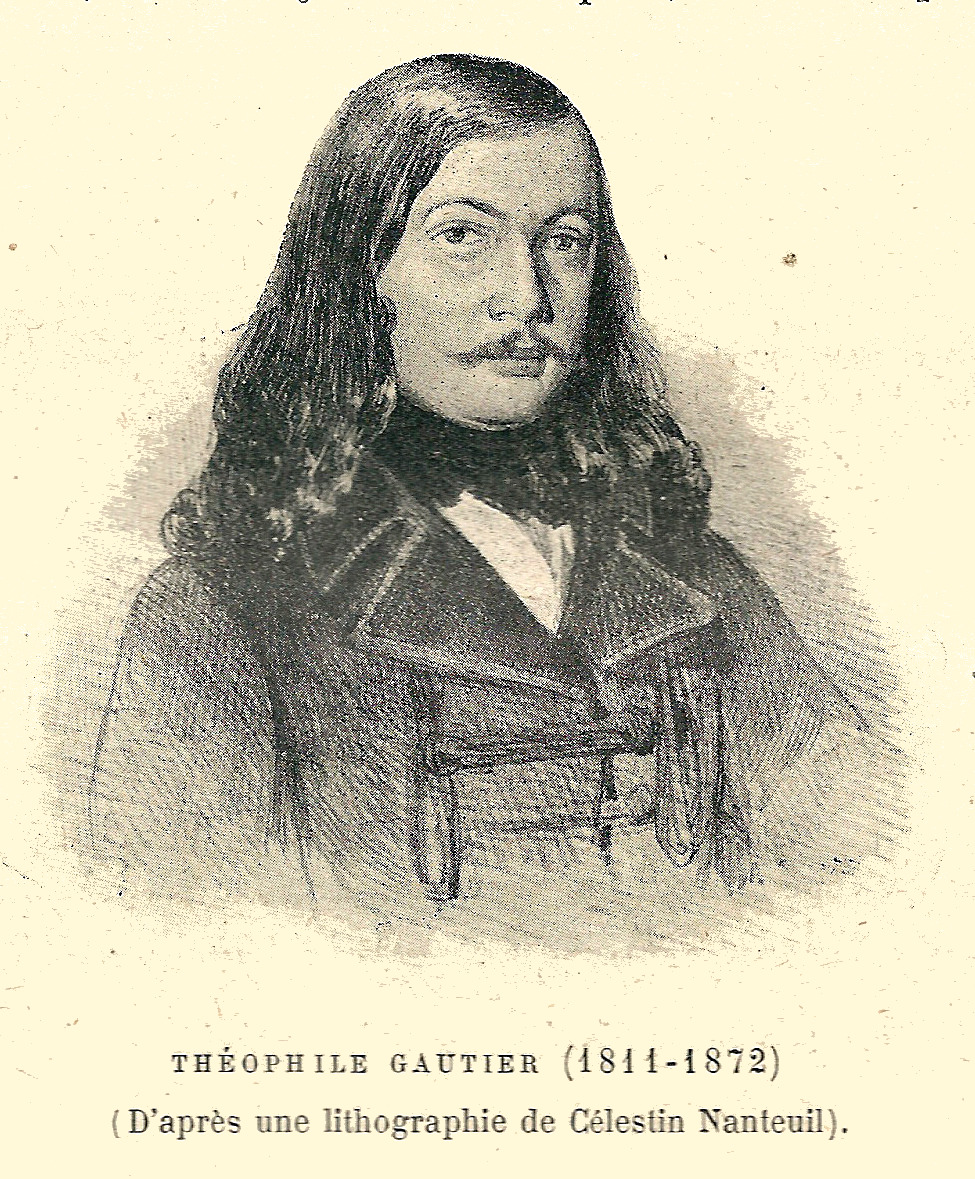
Dessin.
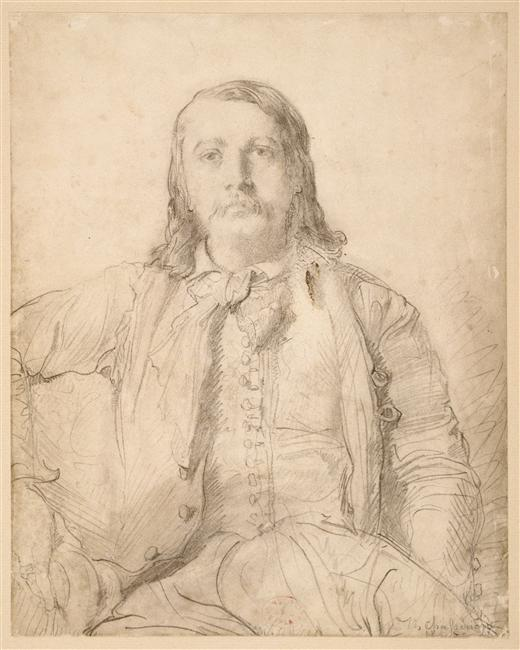
Amédée Bodin, Portrait de Théophile Gautier, gravure d'après Théodore Chassériau, Paris, musée du Louvre.
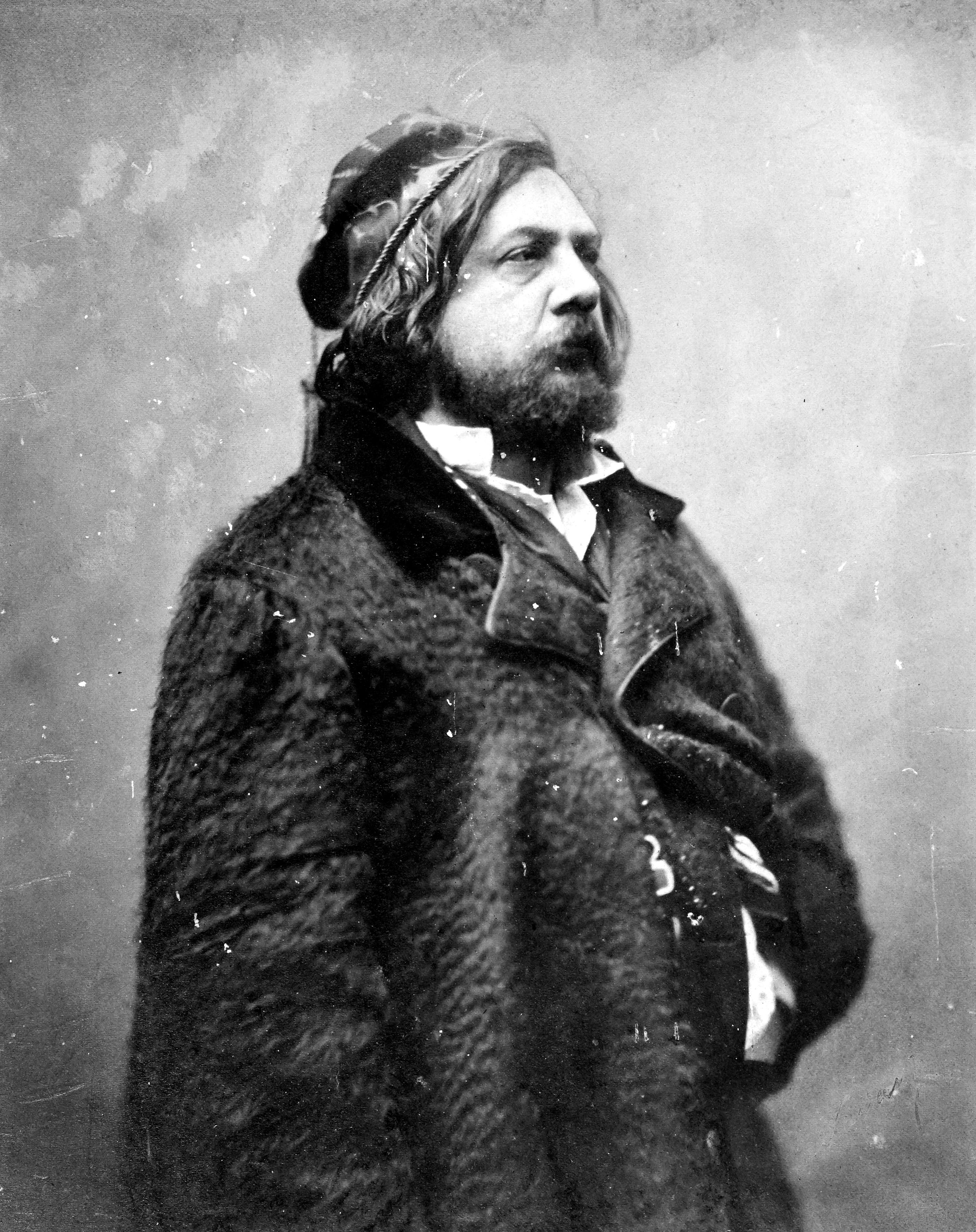
Théophile Gautier photographié par Nadar en 1855.
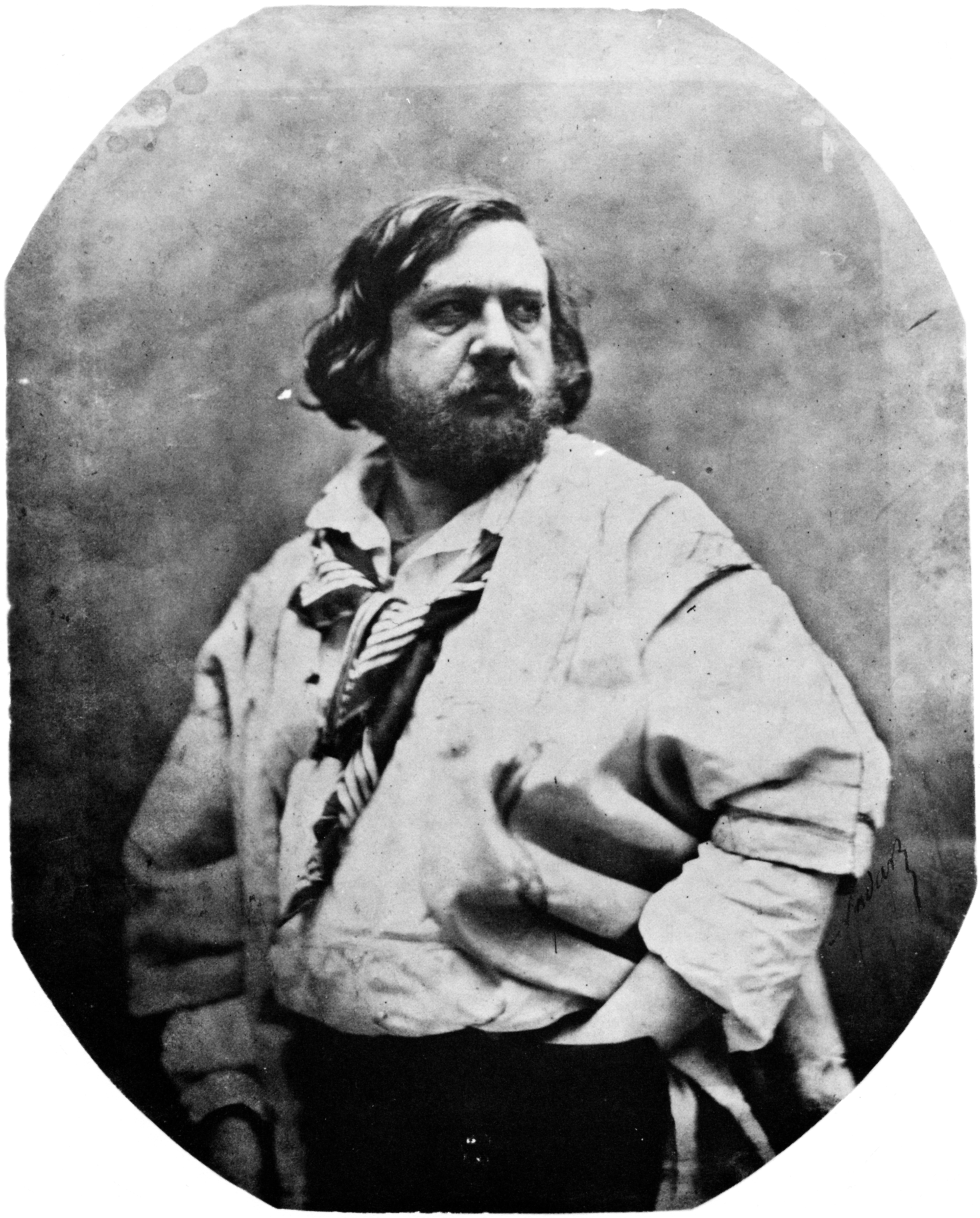
Théophile Gautier photographié par Nadar en 1856.
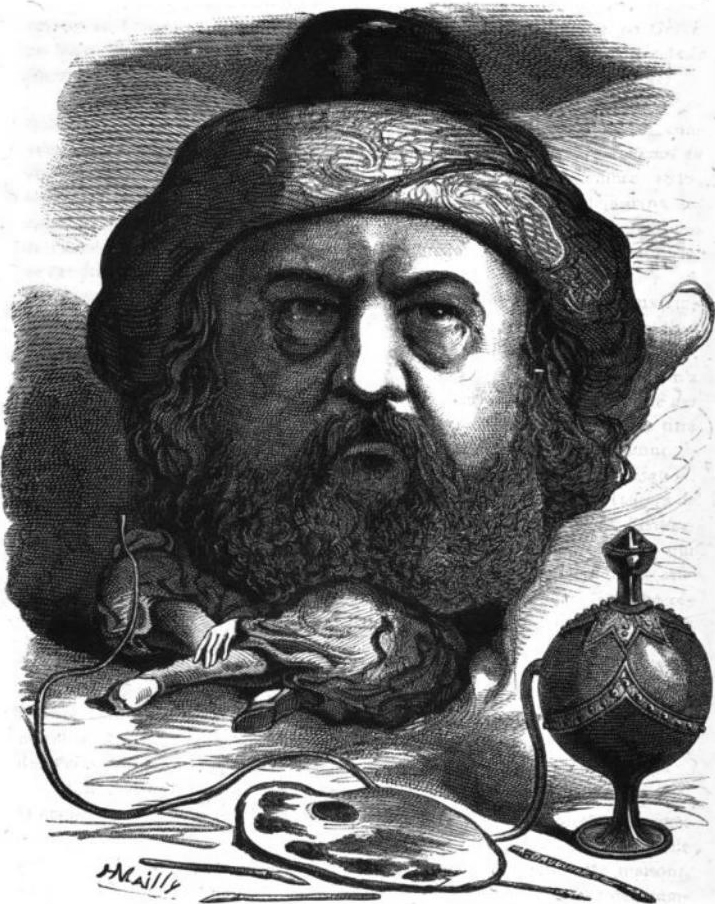
Portrait charge de Gautier par Hippolite Mailly.
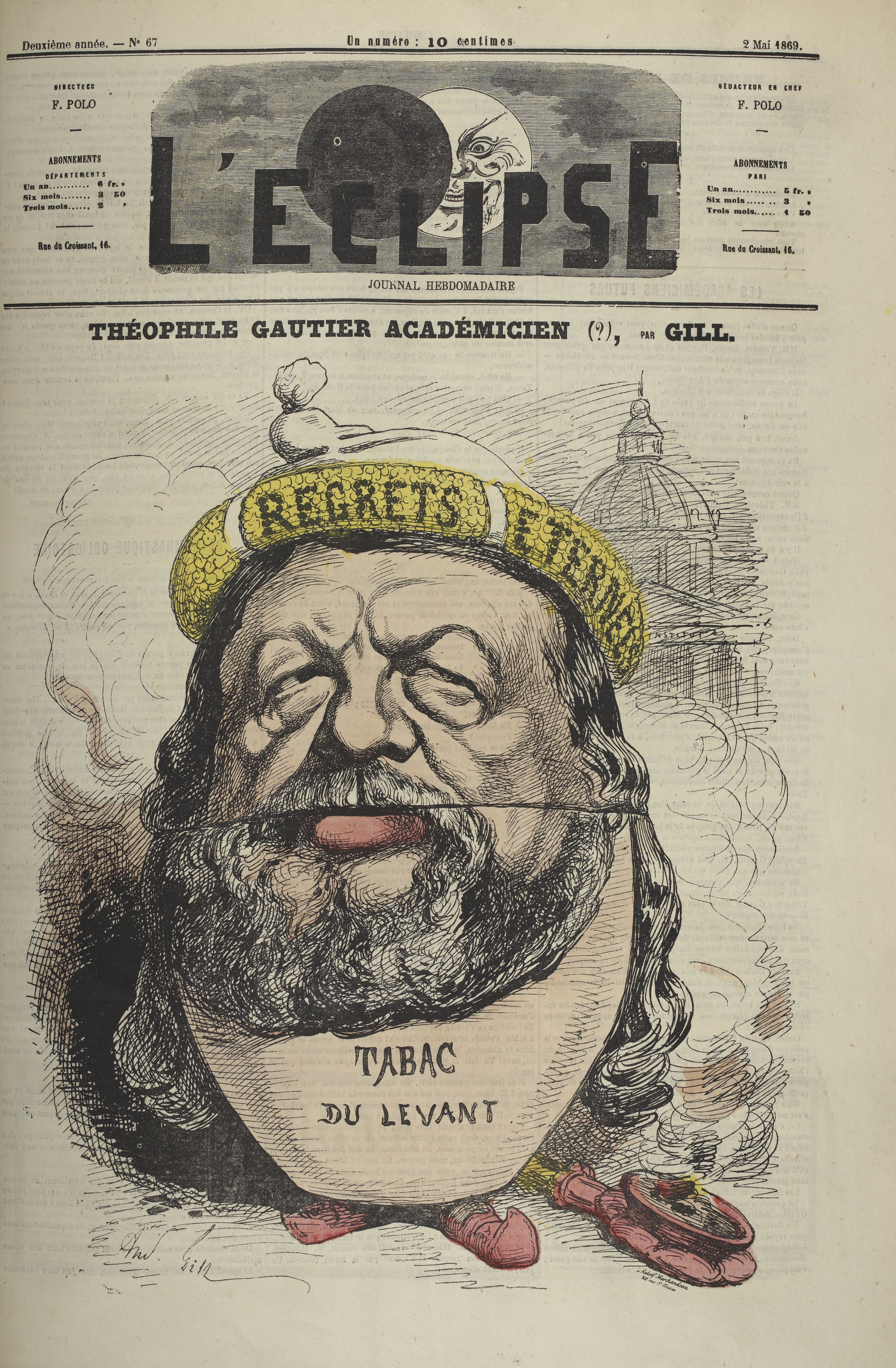
Caricature par André Gill en 1869.
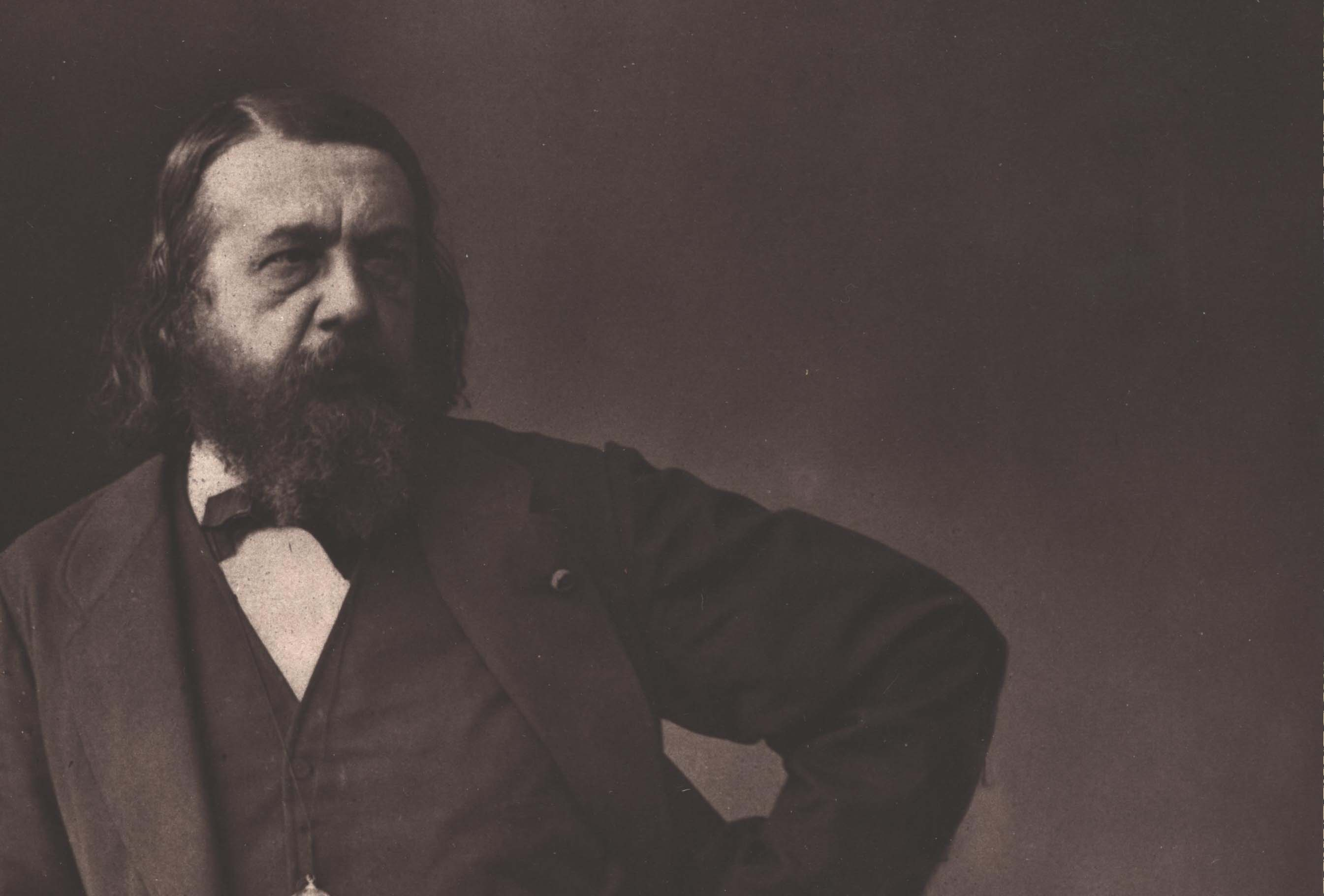
Théophile Gautier photographié par Bertall.

### Président de la Société nationale des beaux-arts
Élu en 1862 président de la Société nationale des beaux-arts, il est entouré d'un comité composé des peintres les plus prestigieux : Eugène Delacroix, Pierre Puvis de Chavannes, Édouard Manet, Albert-Ernest Carrier-Belleuse et Gustave Doré. Cette élection à un poste en vue provoque l'envie d'une partie des littérateurs moins connus et il échoue à être admis à l'Académie française, malgré quatre candidatures (en 1856, 1867, 1868 et 1869).

### Derniers jours et décès
Profondément ému par les événements militaires de 1870, Gautier revient à Paris, où il finit ses jours, rongé par une maladie cardiaque, mais conscient du devoir d'enseignement et d'exemple dont il est investi auprès des jeunes générations[réf. nécessaire]. Victor Hugo lui fait obtenir une aide financière du gouvernement et l'invite dans sa maison de Guernesey.
Cependant, le 23 octobre 1872 dans la nuit, son cœur cesse de battre. Ses gendres, Catulle Mendès, considéré comme un homme de mauvaise vie par Gautier, et Émile Bergerat, sont témoins signataires de son acte de décès.
Hugo, Stéphane Mallarmé ou encore Théodore de Banville lui rendent un dernier « toast funèbre »[citation nécessaire]. Edmond de Goncourt relate son « enterrement pompeux » au cours duquel Alexandre Dumas fils lira l'éloge funèbre. Il est inhumé à Paris au cimetière de Montmartre (3e division, en bordure d’allée). Sa tombe sculptée par Cyprien Godebski est surmontée d’une Calliope, la muse de la poésie tenant palme et lyre et s'appuyant sur un écu à l'effigie de Gautier ; par le fait de son placement, ce monument est quasiment constamment dans l’ombre.

## Citations
- « Il n’y a de vraiment beau que ce qui ne peut servir à rien ; tout ce qui est utile est laid, car c’est l’expression de quelque besoin, et ceux de l’homme sont ignobles et dégoûtants, comme sa pauvre et infirme nature. » (Préface de Mademoiselle de Maupin)

- « Il faut qu’il ait au cœur une entaille profonde pour épancher ses vers, divines larmes d’or ! » (Le Pin des Landes, España)
- « N’est-ce pas une chose singulière que la nuit, dans laquelle notre globe baigne pendant tant d’heures, ait été si rarement reproduite ? Elle a pourtant ses beautés, ses effets pittoresques, ses magies et ses séductions. » (Souvenirs de théâtre)
- En 1851, Armand Baschet écrivit à Théophile Gautier pour lui demander de se définir. Gautier lui renvoya une biographie où il confessait :

« Je n'avais encore rien fait pour le théâtre, et, pour qu'on ne m'accusât pas d'abuser des effets de style, je débutai par un ballet : "Giselle", où Carlotta parut pour la première fois. Ce ballet, chose bizarre, a eu un succès immense ; il s'est joué et se joue encore dans toutes les parties du monde. Pour un poète, ce succès chorégraphique ne laisse pas que d'être humiliant… »
- « Aimer, c'est admirer avec le cœur. Admirer, c'est aimer avec la raison. »

## Œuvre

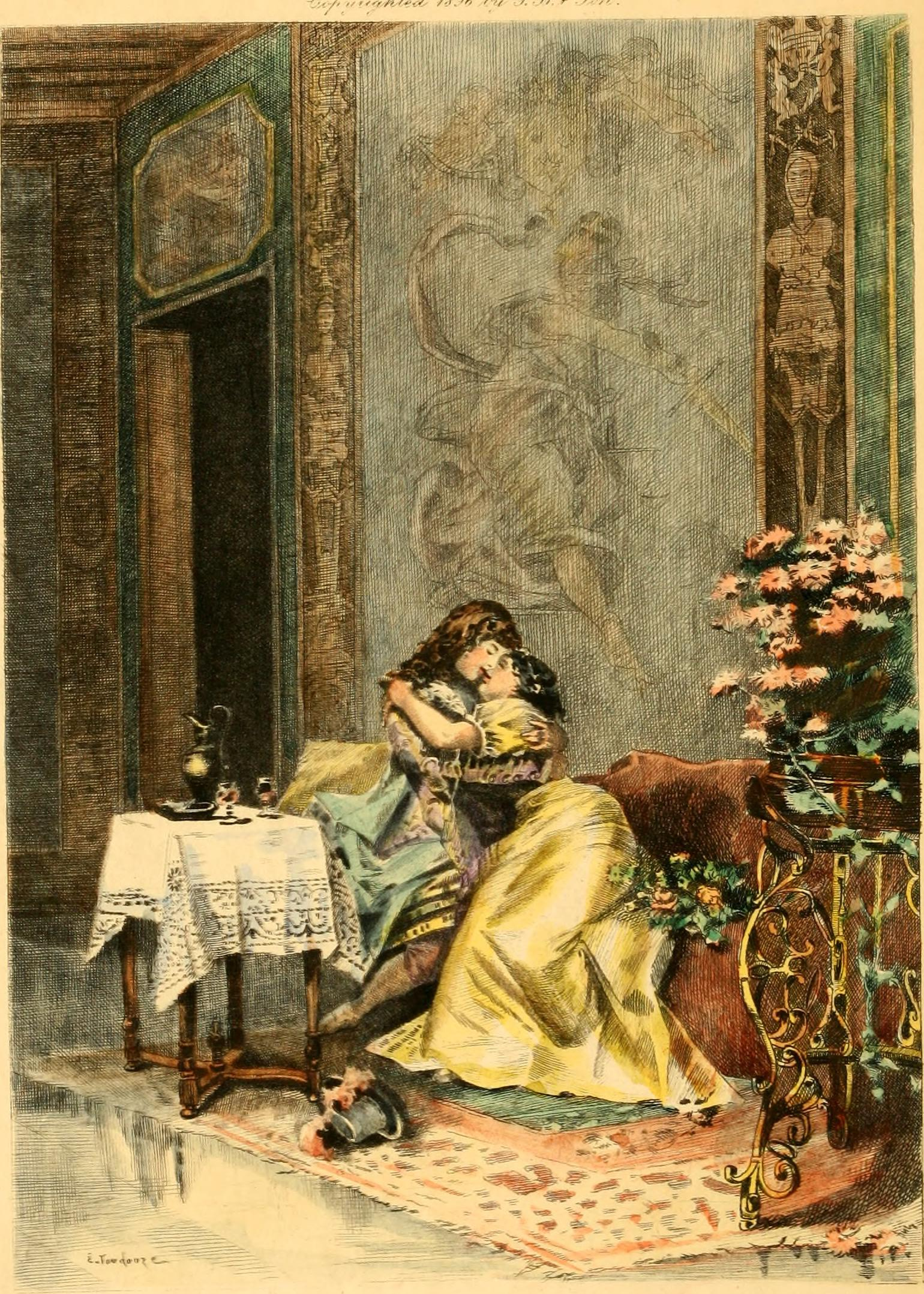
Illustration de Mademoiselle de Maupin, vol. 2, par Édouard Toudouze (1897).

### Romans
Gautier a écrit huit romans, tous publiés de son vivant :
- Mademoiselle de Maupin. Double amour (1835).
- L'Eldorado, devenu, très vite, Fortunio (1837-1838).
- Militona (1847).
- Les Roués innocents (1847).
- Les Deux étoiles (1848), devenu Partie carrée (1851), et, enfin, La Belle Jenny (1865).
- Jean et Jeannette (1850).
- Le Roman de la momie (1858).
- Le Capitaine Fracasse (1863).

En outre, Gautier est l'un des quatre auteurs du roman par lettres La Croix de Berny (1845).

### Contes et nouvelles

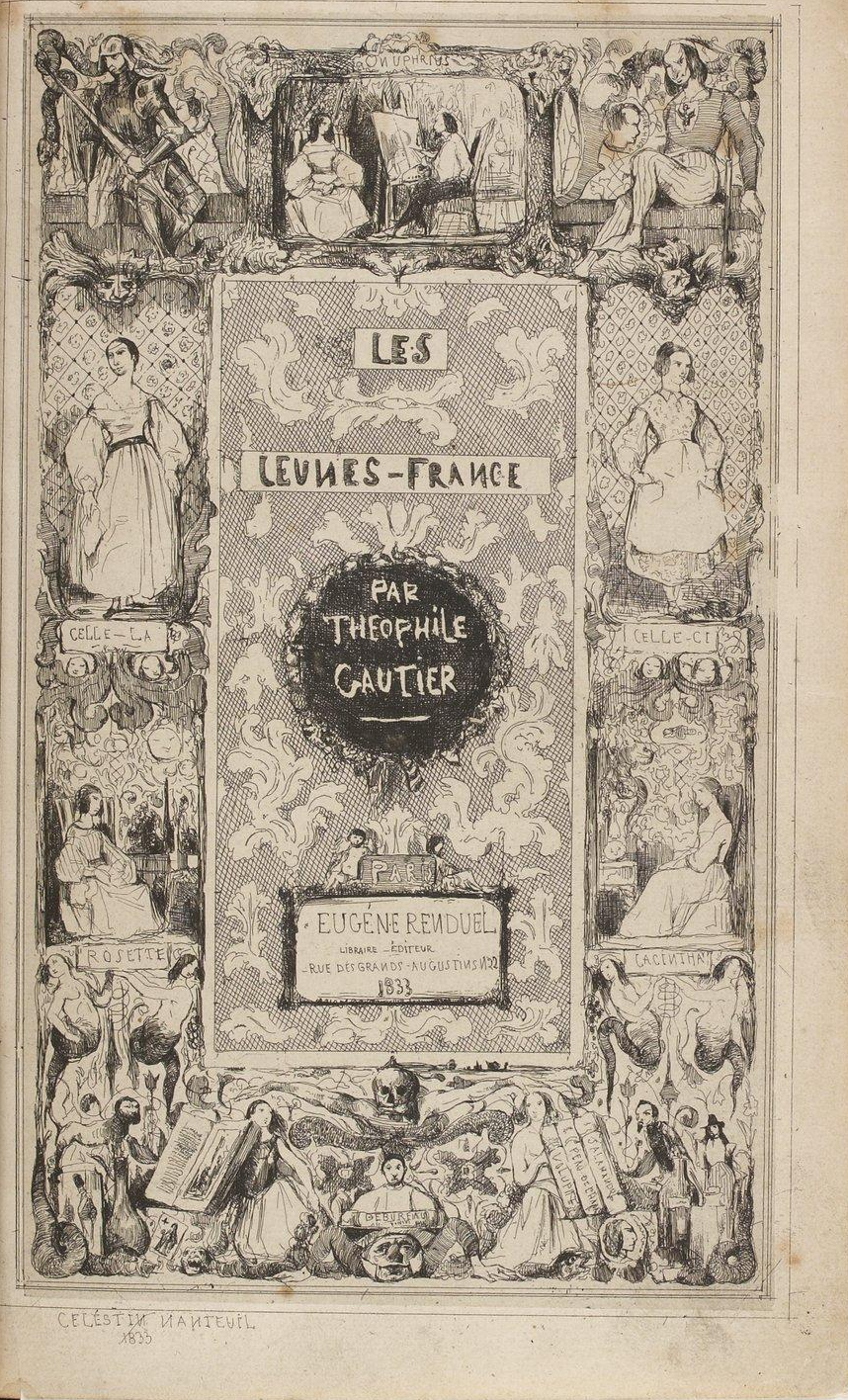
Frontispice de Célestin Nanteuil pour l'édition originale des Jeunes-France, romans goguenards, 1833.

Gautier a écrit une trentaine de contes et nouvelles, pour la plupart de nature fantastique.
Sa première nouvelle, parue pour la première fois dans le journal littéraire Le Cabinet de lecture du 4 mai 1831 est intitulée
- La Cafetière, sous-titrée conte fantastique.

Les nouvelles suivantes sont parues dans Les Jeunes-France en 1833 :
- Sous la table.
- Onuphrius ou les Vexations fantastiques d'un admirateur d'Hoffmann.
- Daniel Jovard.
- Celle-ci et celle-là.
- Élias Wildmanstadius.
- Le Bol de punch.

En 1833, Théophile Gautier participe au recueil : Le Sélam, morceaux choisis inédits de littérature contemporaine avec la nouvelle
- Laquelle des deux, sous-titrée Histoire perplexe.

Les nouvelles suivantes sont parues dans Une Larme du diable en 1839 :
- La Chaîne d'or ou L'Amant partagé.
- Omphale. Histoire rococo.
- Le Petit Chien de la marquise.
- Le Nid de rossignols.
- La Morte amoureuse.
- Une nuit de Cléopâtre.

Les nouvelles suivantes sont parues pour la première fois dans le recueil Nouvelles en 1845 :
- La Toison d'or.
- Le Roi Candaule.

Sauf indication contraire, les nouvelles suivantes sont parues pour la première fois dans La Peau de tigre en 1852 :
- La Mille et Deuxième Nuit.
- Le Pavillon sur l'eau.
- Deux acteurs pour un rôle.
- L'Oreiller d'une jeune fille.
- Le Berger.
- Le Pied de momie.
- Angela, une reprise, sous un autre titre et sans l'épigraphe, de la première publication de La Cafetière (1831)[35].
- La Maison de mon oncle, une reprise, sous un autre titre, de la version complète de L'Âme de la maison, parue les 13, 14 et 15 novembre 1839 dans La Presse[36].
- L'Enfant aux souliers de pain.
- La Pipe d'opium.
- Arria Marcella.

Deux nouvelles isolées :
- Avatar (1857).
- Jettatura (1857).

Les nouvelles suivantes sont parues dans le recueil Romans et contes de 1863 :
- Le Chevalier double.
- Le Club des hachichins.

Les nouvelles suivantes sont parues pour la première fois dans une seconde édition de La Peau de tigre en 1866 :
- Une visite nocturne.
- La Fausse conversion.
- Feuillets de l'album d'un jeune rapin.

Une nouvelle isolée :
- Spirite (1866).

Une dernière nouvelle est parue à titre posthume en 1881 :
- Mademoiselle Dafné.

### Principales œuvres diverses
- Voyage en Espagne (récit de voyage), 1843.
- De la mode, 1858.
- Honoré de Balzac (biographie), 1859.
- Les Vosges, 1860.
- Dessins de Victor Hugo, 1863.
- Rapport sur les progrès de la poésie, texte sur Wikisource, 1868.
- Ménagerie intime, 1869.
- La Nature chez elle, 1870.
- Tableaux de siège, 1871.
- Souvenirs de théâtre, d'art et de critique, Eugène Fasquelle. Texte sur Gallica, 1903.
- La Musique, coll. « Bibliothèque-Charpentier », Eugène Fasquelle, 1911 ; recueil d'articles publiés à l'occasion de représentations d'œuvres de Weber (1866), Beethoven (1849-1852), Mozart (1864), Spontini (1854), Méhul (1851), Meyerbeer (1854), Halévy (1852), Auber (1850 et 1851), Adolphe Adam (1849, 1850 et 1853), Rossini (1852), Donizetti (1854), Berlioz (1839-1854-1869 et 1870), Félicien David (1848 et 1851), Gounod (1854), Ambroise Thomas (1850 et 1853), François Bazin (1849), Victor Massé (1853), Niedermeyer (1844 et 1853), Chopin (1849) et Richard Wagner (1857 et 1869).

### Poésie

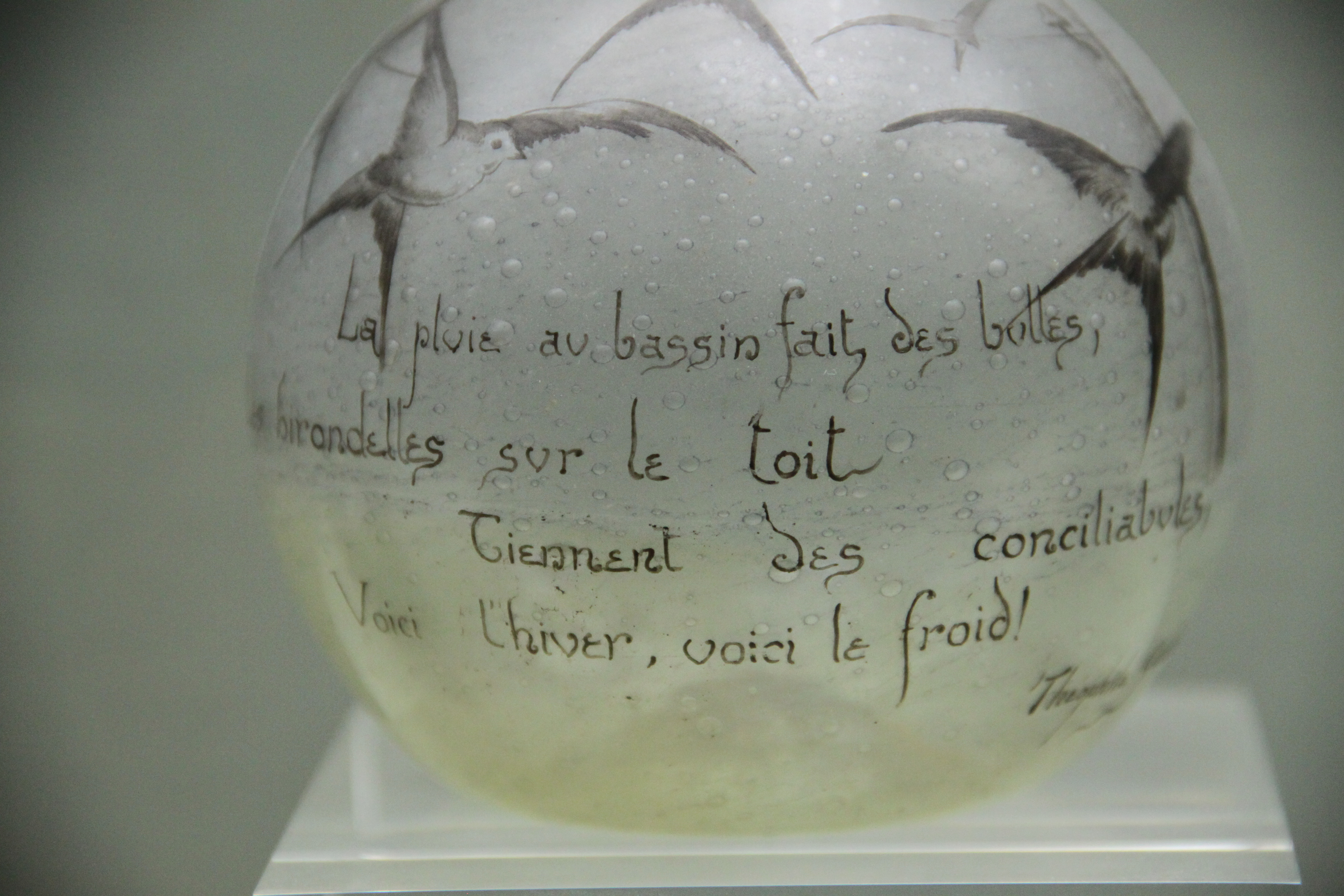
Poème de Théophile Gautier figurant sur un vase de 1889 d'Émile Gallé, musée de l'École de Nancy.

- Poésies (1830), son premier livre, refondu dans le volume Albertus ou L'Ame et le péché (1833).
- La Comédie de la mort (1838).
- Espagna, qui paraît dans le volume des Poésies complètes de 1845.
- Émaux et Camées (1852), qui reparaît, à chaque fois augmenté, en 1853, 1858, 1863 et, enfin, en 1872 dans une édition définitive.

Les poésies complètes de Gautier, hormis Émaux et camées, sont parues en 1875-1876. Les poésies de circonstance et les poésies « légères » ont paru à part dans le volume Poésies de Théophile Gautier qui ne figureront pas dans ses œuvres (1873).
Poésies tome 1 sur Gallica ; Poésies tome 2 sur Gallica

### Ballet et théâtre

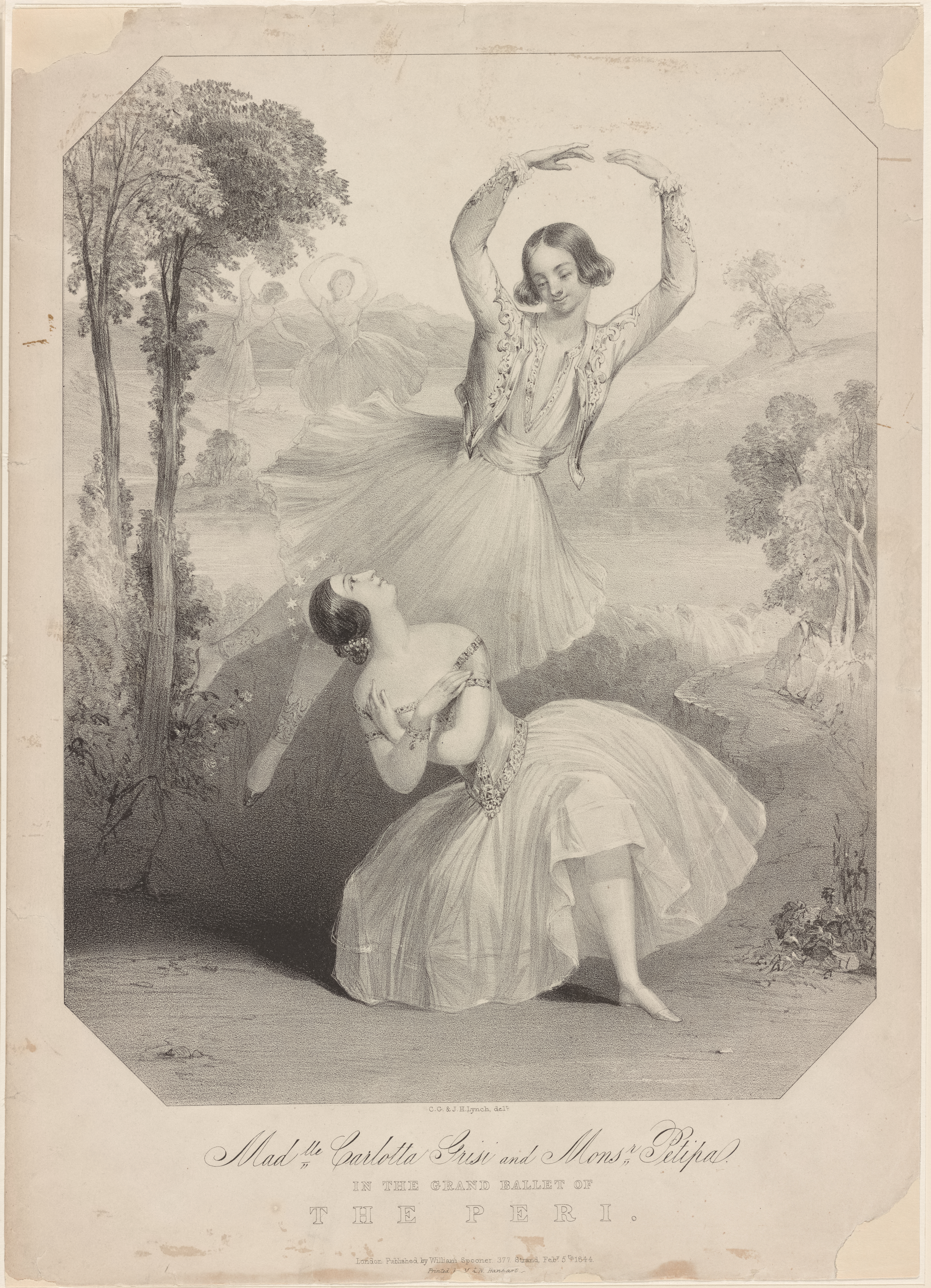
Carlotta Grisi et Lucien Petipa dans la Péri, Londres, 1843.

Théophile Gautier est l'auteur de 5 ballets du répertoire romantique, dont le premier chronologiquement, demeure l'un des plus joués au monde : Giselle ou Les Wilis. Par contre, son théâtre est une partie mineure de son œuvre.
- Une larme du diable, mystère (1839).
- Giselle, ou Les Wilis, ballet (1841) sur une musique d'Adolphe-Charles Adam ; texte sur wikisource.
- Un voyage en Espagne, vaudeville (1843).
- La Péri, ballet (1843) sur une musique de Johann Friedrich Burgmüller ; argument sur wikisource.
- Le Tricorne enchanté (1845).
- La Juive de Constantine (1846), avec Noël Parfait ; texte sur wikisource.
- Regardez mais ne touchez pas (1847).
- Le Selam (1850), symphonie-oratorio sur une musique d'Ernest Reyer.
- Paquerette, ballet (1851) sur une musique de François Benoist.
- Gemma, ballet (1854) sur une musique du Comte Gabrielli ; livret sur wikisource.
- Sacountala, ballet (1858) sur une musique d'Ernest Reyer.
- La Femme de Diomède (1860).

Deux recueils sont parus en 1855 (Théâtre de Poche) et 1872 (Théâtre. Mystères, comédies et ballets), mais ils ne sont pas complets. Un théâtre complet de Gautier a été édité il y a peu, certaines pièces ayant donc attendu un siècle et demi avant d'être rééditées.

### Récits de voyages
- Tras los montes, devenu Le Voyage en Espagne (1843).
- Zigzags (1845), devenu, augmenté, Caprices et zigzags (1852).
- Italia (1852), plus ou moins inachevé.
- Constantinople (1853).
- Quand on voyage (1865), recueil d'articles.
- Loin de Paris, Paris, Michel Lévy frères, 1865, 372 p.   (Wikisource) — réunit : En Afrique ; En Espagne ; En Grèce ; Ce qu’on peut voir en six jours.
- Impressions de Voyage en Suisse (1865).
- Voyage en Russie (1867)
- L'Orient (1877), posthume.
- Les Vacances du lundi (1884), recueil d'articles, posthume.

### Critique d'art, critique littéraire
- Les Grotesques (1843).
- Salon de 1847.
- Les Beaux-Arts en Europe (1855).
- L'Art moderne (1856).
- Histoire de l'art dramatique en France depuis vingt-cinq ans (1858).
- Honoré de Balzac (1858).
- Abécédaire du salon de 1861.
- Rapport sur le progrès des Lettres (1868).
- Histoire du Romantisme, sa dernière œuvre, inachevée (1874). Texte sur wikisource.
- Portraits contemporains (1874), posthume.
- Portraits et souvenirs littéraires (1875), posthume.
- Le Musée du Louvre, préface de Marie-Hélène Girard, coéd. Musée du Louvre et Citadelles (Mazenod), Paris, 2011  (ISBN 978-2-8508-8343-9), posthume[38].

Gautier a, en outre, préfacé de nombreuses œuvres littéraires, parmi lesquelles Le Rêve et la vie de Nerval (en 1855) et la troisième édition des Fleurs du mal (1868) de Baudelaire. [Mention de deuxième édition (1869) sur la couverture et la page de titre, mais c'est bien de 1868 qu'il faut dater cette édition].
Il a également collaboré à de nombreux périodique comme Le Moniteur Universel. Il procédait ainsi à une revue du Salon sous le titre Salon de ....(année). Par exemple, on peut lire à quel point il est touché par l'oeuvre de l'artiste August Friedrich Albrecht Schenck dans le numéro 184 de la revue, publié le 2 juillet 1868. Il entretient d'ailleurs une correspondance littéraire avec ce dernier. 

### Curiosa (littérature érotique)
- Lettre à la Présidente (1850, publié en 1890).

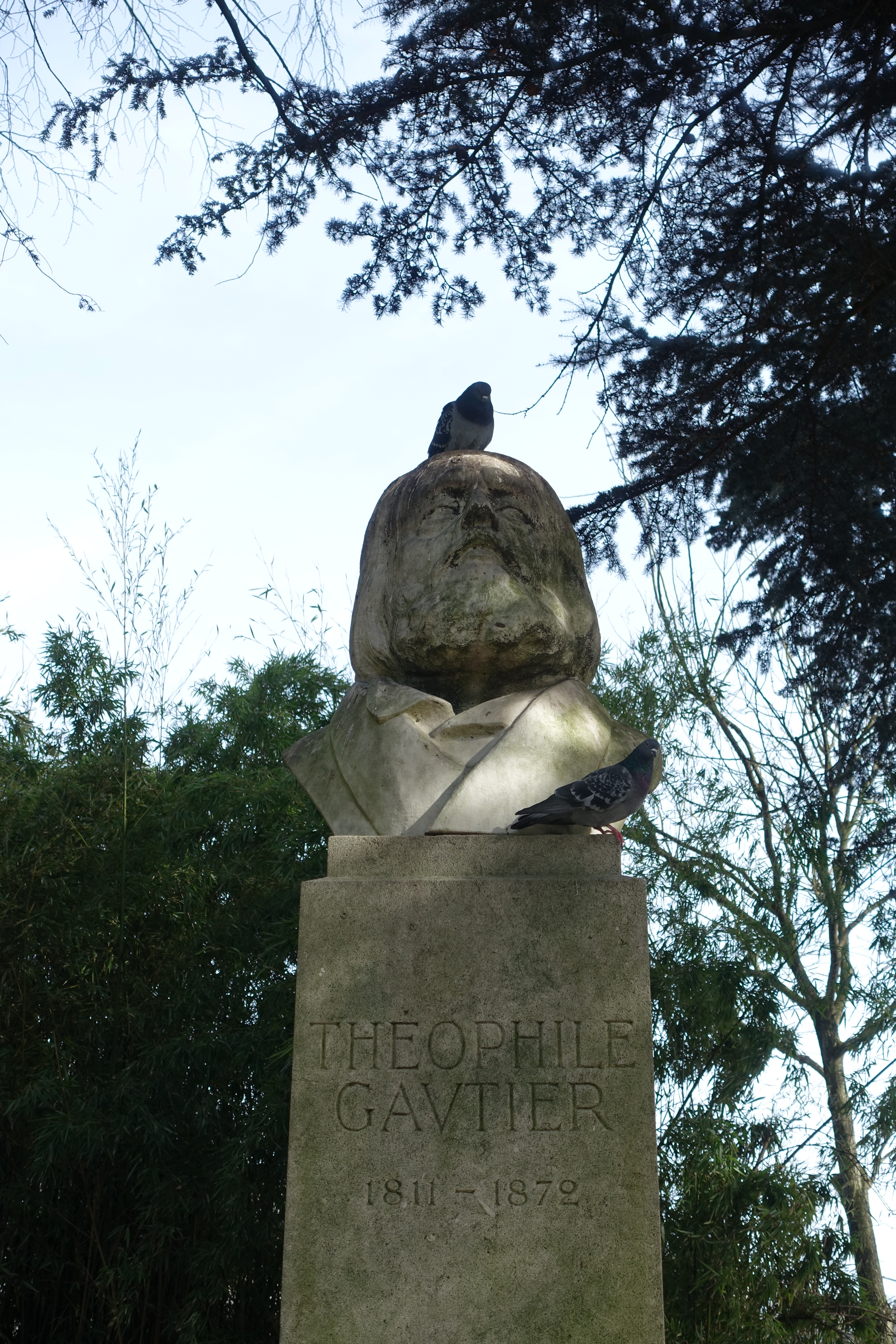
Louis Dejean, Monument à Théophile Gautier (1933), Paris, jardin des Poètes.

## Théophile Gautier en musique
D’après Andrew G. Gann, près de 300 compositeurs ont mis en musique des œuvres de Gautier, et beaucoup de poèmes furent conçus pour être mis en musique.
Les Nuits d'été est un célèbre cycle de six mélodies d’Hector Berlioz sur des poèmes tirés de Comédie de la mort. Parmi les autres compositeurs, on peut citer d’abord Bizet (Absence, 1872), Debussy (Les Papillons, Coquetterie posthume, Séguidille), Duparc, d'Indy, Massenet, de Falla, Fauré (Les Matelots ; Seule ! ; Tristesse), Chausson (La dernière feuille ; Les Papillons ; La Caravane), Lalo (L'Esclave), Hahn (Infidélité et Seule), Gounod (Ma belle amie est morte, Où voulez vous aller?), et Offenbach (Barcarolle).
Parmi les compositeurs moins connus aujourd’hui, on peut citer Alfred Bruneau, plein air, composé en 1932, Adolphe Adam (Giselle, ballet de 1841), Johann Friedrich Burgmüller (La Péri, ballet de 1844), Xavier Boisselot, François Bazin, Hippolyte Monpou, Félicien David (Dans un baiser, l'onde, Sultan Mahmoud et Gazhel), Pauline Viardot (Primavera ; Sérénade ; Lamento), Ernest Reyer (Le Sélam, symphonie-oratorio), Théodore Labarre, Victor Massé, Une nuit de Cléopâtre, opéra en 3 actes (1885, livret de Barbier, d'après une nouvelle de Théophile Gautier), Allyre Bureau, Napoléon Henri Reber, Charles Gaston-Levadé, Le Capitaine Fracasse, Eugène Emile Diaz de la Pena avec Le Roi Candaule, Clara Collinet : J'ai rêvé de toi, mélodie.

## Hommages
- Avenue Théophile-Gautier et square Théophile-Gautier à Paris.
- À Tarbes, une rue et un lycée portent son nom.
- Louis Dejean, Monument à Théophile Gautier, 1933, dans le jardin des Poètes à Paris[42].
- « Mort de Théophile Gautier », sur France Mémoire (consulté le 11 avril 2023)